# Notonia
Notonia là một chi thực vật có hoa trong họ Cúc (Asteraceae).

## Loài
Chi Notonia gồm các loài: